# الوعب
الوعب (به عربی: الوعب) یک منطقهٔ مسکونی در قطر است که در شهرداری الریان واقع شده‌است. الوعب ۴٫۶ کیلومتر مربع مساحت دارد ۲۳ متر بالاتر از سطح دریا واقع شده‌است.